# Jehuda Ben Me'ir
Jehuda Ben Me'ir (hebrejsky: יהודה בן-מאיר, plným jménem Jehuda Ja'akov Ben Me'ir, יהודה יעקב בן-מאיר, rodným jménem Yehuda Rosenberg, יהודה רוזנברג, narozen 27. července 1939 – ?nejpozději 14. března 2025) byl izraelský politik a bývalý poslanec Knesetu za strany Mafdal, Gešer – Merkaz cijoni dati a znovu Mafdal.

## Biografie
Narodil se v New Yorku v USA. V roce 1962 přesídlil do Izraele. Studoval na ješivě Jišuv ha-Chadaš v Tel Avivu. Na Columbia University v New Yorku získal doktorát z psychologie. Pracoval jako vysokoškolský učitel. V letech 1961–1968 přednášel psychologii na Bar-Ilanově univerzitě.

## Politická dráha
Byl aktivní v mládežnickém hnutí při straně Mafdal, i jako jeho vedoucí. Pak zastával posty ve vedení strany a byl členem světového sekretariátu organizací Mizrachi a ha-Po'el ha-Mizrachi.
V izraelském parlamentu zasedl poprvé po volbách v roce 1969, do nichž šel za Mafdal. Mandát ale získal dodatečně, v dubnu 1971, jako náhradník. Byl členem finančního výboru a výboru House Committee. Opětovně byl zvolen ve volbách v roce 1973. Nastoupil jako člen do výboru pro zahraniční záležitosti a obranu, finančního výboru, výboru House Committee a výboru pro ústavu, právo a spravedlnost. Mandát si udržel i po volbách v roce 1977. Stal se členem výboru pro vzdělávání a kulturu, výboru pro zahraniční záležitosti a obranu a výboru House Committee. Uspěl i ve volbách v roce 1981. Zastával post člena parlamentního výboru pro zahraniční záležitosti a obranu a výboru House Committee. Během funkčního období odešel dočasně do samostatné poslanecké frakce Gešer – Merkaz cijoni dati, ale pak se vrátil do poslaneckého klubu Mafdal. V letech 1981–1984 zastával rovněž vládní post. Konkrétně šlo o náměstka ministra zahraničních věcí Izraele.
Ve volbách v roce 1984 poslanecký mandát neobhájil. Po odchodu z Knesetu začal studovat právo a byl právníkem. V roce 1988 odešel ze strany Mafdal a byl jedním ze zakladatelů nové politické formace Mejmad.